# 1746
| 1746                        |
| --------------------------- |
| Dødsfald - Fødsler          |
| • Begivenheder • Litteratur |

| Gregoriansk kalender | 1746 MDCCXLVI           |
| Ab urbe condita      | 2499                    |
| Armensk kalender     | 1195 ԹՎ ՌՃՂԵ            |
| Kinesiske kalender   | 4442 – 4443 乙丑 – 丙寅 |
| Etiopisk kalender    | 1738 – 1739             |
| Jødisk kalender      | 5506 – 5507             |
| Hindukalendere       |                         |
| - Vikram Samvat      | 1801 – 1802             |
| - Shaka Samvat       | 1668 – 1669             |
| - Kali Yuga          | 4847 – 4848             |
| Iransk kalender      | 1124 – 1125             |
| Islamisk kalender    | 1159 – 1160             |

Konge i Danmark: Christian 6. 1730-1746 – Frederik 5. 1746-1766
Se også 1746 (tal)

## Begivenheder

### April
- 16. april - Bonnie Prince Charlie taber slaget ved Culloden

### Juni
- 10. juni - Carl von Holstein får genoprettet forholdet mellem Danmarks og Rusland via en forbundstraktat på 15 år

### Udateret
- Frederik 5. bliver konge
- Ved Filip 5. af Spanien's død overtager Ferdinand 6. af Spanien den spanske trone.
- I sommeren brændte 6 af Smerups gårde og 2 huse
- Kvægpest i Danmark.[1]

## Født
- 24. januar – Gustav 3. af Sverige, svensk konge fra 1771, død 1792.
- 2. juli – Hardenack Otto Conrad Zinck, tysk-dansk musiker, død 1832.
- 3. juli – Sophie Magdalene, prinsesse af Danmark 1746-1766, kronprinsesse 1766-1771 og dronning af Sverige 1771-1792. Død 1813.
- 19. juli – August Hennings, dansk embedsmand og forfatter, død 1826.
- 27. juli – Joachim Godske Moltke, dansk godsejer, lensgreve og statsminister, død1818.
- 22. november – Bernt Anker, norsk handelsmagnat, bror til Peder Anker, fætter til Carsten og Peter Anker. Død 1805
- Joseph Guione, dansk klassicistisk arkitekt, død 1808.

## Dødsfald
- 10. marts – Christian Güldencrone, baron og stiftamtmand (født 1676)
- 6. august – Christian 6. dør kun 46 år gammel.
- 28. december – Ulrik Kaas, dansk søofficer og stiftamtmand, (født 1677).
- Justine Cathrine Rosenkrantz, dansk baronesse og spion (født 1659)
- Filip 5. af Spanien